# The Message in the Rose
The Message in the Rose è un cortometraggio muto del 1914 diretto da Richard Ridgely.

## Produzione
Il film fu prodotto dalla Edison Company.

## Distribuzione
Distribuito dalla General Film Company, il film - un cortometraggio in una bobina -  uscì nelle sale cinematografiche statunitensi il 21 marzo 1914.